# Moosberg (Darmstadt)
Der Moosberg ist ein 225 m ü. NHN hoher Berg im nordwestlichen Odenwald südöstlich von Darmstadt.

## Beschreibung
Der Moosberg liegt in der Waldgemarkung Darmstadt und ist stark bewaldet. Am nördlichen Fuß des Berges befindet sich das Polizeipräsidium Südhessen. Östlich des Moosberges befindet sich der Herrgottsberg. Ca. 500 m südlich des Moosberggipfels befindet sich die Ludwigshöhe.

## Etymologie
Der Moosberg ist nach der Pflanzenart Moos benannt worden.